# Sukhoi Su-34
O Sukhoi Su-34 (Russo: Сухой Су-34); (OTAN: Fullback) (também designado como Su-32) é um caça-bombardeiro russo avançado de dois lugares. Possui o propósito de substituição do Sukhoi Su-24.
Baseado no Sukhoi Su-27 'Flanker', o Su-34 foi desenhado primariamente para engajamento contra alvos terrestres e navais (bombardeio tático e interceptador), em alvos individuais e grupos; podendo ser usado em missões diurnas quanto noturnas, condições favoráveis ou desfavoráveis de tempo, ambientes hostis sobre fogo inimigo e guerra eletrónica, assim como para reconhecimento aéreo.

## Desenvolvimento
O Su-34 teve seu inicio de desenvolvimento prolongado. Em meados dos anos de 1980, a Sukhoi começou o desenvolvimento de um novo caça multiuso tático para substituir o Sukhoi Su-24 de asas de geometria variável o qual apresentava uma série de requisitos problemáticos. Assim, a Sukhoi escolheu o Su-27, que se destacava pela manobrabilidade e alcance, podendo carregar uma larga quantidade de armamentos, como base para o novo caça-bombardeiro. Mas especificamente, a aeronave foi desenvolvida do T10KM-2, o avião de treinamento derivado do Sukhoi Su-33. O desenvolvimento, conhecido internamente como T-10V, foi interrompido nos anos de 1980 com o fim do projeto do porta-aviões soviético Ulyanovsk; o qual foi parado devido a agitação política devido a dissolução da União Soviética.
Em agosto de 1990, uma fotografia tirada por um oficial da TASS mostrou uma aeronave fazendo uma aproximação de teste no porta-aviões russo Tbilisi. Posteriormente, a aeronave foi erroneamente denominada como Su-27KU pela inteligência ocidental, fazendo o seu primeiro voo em 13 de Abril de 1990 com Anatoliy Ivanov pilotando. Convertido de um Su-27UB com nariz distinto, enquanto mantinha a maior parte da fuselagem do Su-27 convencional, o prototipo recebeu a alcunha de Su-27IB (indicativo para Istrebitel Bombardirovshchik, ou "caça bombardeiro"). Foi desenvolvido em paralelo com a variante de treino e dois tripulantes naval, o Su-27KUB. Contudo, contrariando os relatos iniciais, as duas aeronaves não possuíam relações diretas entre si. Os voos de testes continuaram ao longo dos anos de 1990 e 1991.

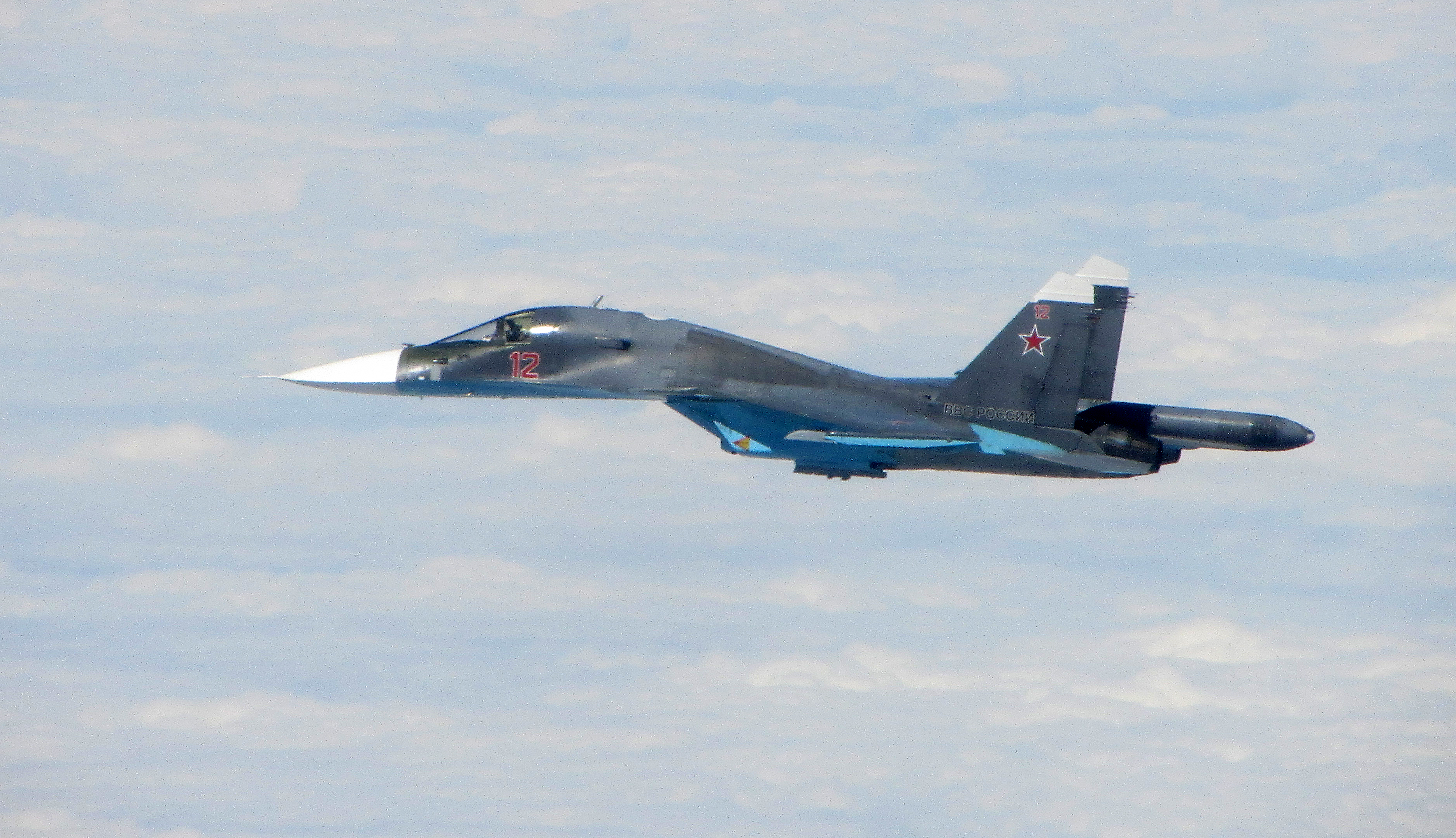
Su-34 sendo interceptado pela RAF sobre o Báltico em 2015

No ano de 1992, o Su-27IB foi apresentado ao publico no MAKS, no qual demonstrou capacidade de reabastecimento aéreo com um Ilyushin Il-78, realizando uma demonstração de acrobacias aéreas. A aeronave foi oficialmente apresentada em 13 de fevereiro de 1992 em Machulishi, com a presença do presidente russo Boris Yeltsin e lideres da Comunidade dos Estados Independentes. No ano seguinte o Su-27IB estava presente novamente no MAKS.
O protótipo seguinte, e primeira aeronave de pré-produção, foi o T10V-2, que teve seu primeiro voo em 18 de dezembro de 1993, com Igor Votintsev e Yevgeniy Revoonov nos controles. Construído em Novosibirsk, longe os Su-24 também são feitos, essa aeronave era visivelmente diferente do protótipo original; com estabilizadores verticais modificados, rodas duplas para aterrissagens e "stinger"(garrão) mais longos que comportam sistemas de aviso de radar. A primeira aeronave construida para padrão de produção teve o primeiro voo em 28 de dezembro de 1994. Possuía sistema de controle de disparo, e seu ponto central o radar passivo de escaneamento eletrônico Leninets OKB-designed V004. Tal radar diferenciava suficientemente a aeronave com as versões anteriores, ocorrendo um redesenho do Su-34. Em 1995 no Show Aéreo de Paris, o Su-34 teve nova designação para "Su-32FN", sinalizando o potencial para uso em potencial da aeronave em ambiente naval para a braço aéreo da marinha russa. A Sukoi também promoveu tal nomenclatura com "Su-32MF" (iniciais de MnogoFunksionalniy, "multifunção").
Devido as restrições orçamentarias o programa foi interrompido inúmeras vezes. Mesmo assim, voos de testes continuaram, mesmo que lentamente. Uma terceira aeronave pré-produzida teve seu primeiro voo no final de 1996.

### Encomendas e entregas
Um lote inicial de oito aeronaves foi construido na fábrica de Novosibirsk em 2004. Em março de 2006, o Ministro da Defesa da Rússia Sergei Ivanov, anunciou a compra de cinco primeiros Su-34 pré-produzidos para a Força Aérea Russa. No final de 2008, um segundo contrato foi assinado para entrega de 32 aeronaves até 2015. Um total de 70 aeronaves foi comprado para serem entregues até 2015, no intuito de substituir alguns dos 300 Su-24 russos, os quais passaram por um programa de modernização da frota recentemente. Ivanov afirmou que era "muitas vezes mais efetivo em todos os parâmetros críticos", sendo necessários poucos desses bombardeios necessários para substituir o antigo Su-24 em eficiência. Em dezembro de 2006, Ivanov revelou que aproximadamente 200 Su-34 são esperados para estarem em serviço até o ano de 2020; o que foi confirmado pelo chefe da Força Aérea Russa, Vladimir Mikhaylov, em 6 de março de 2007. Dois Su-34 foram entregues em 2006-2007, sendo mais três no final de 2009.

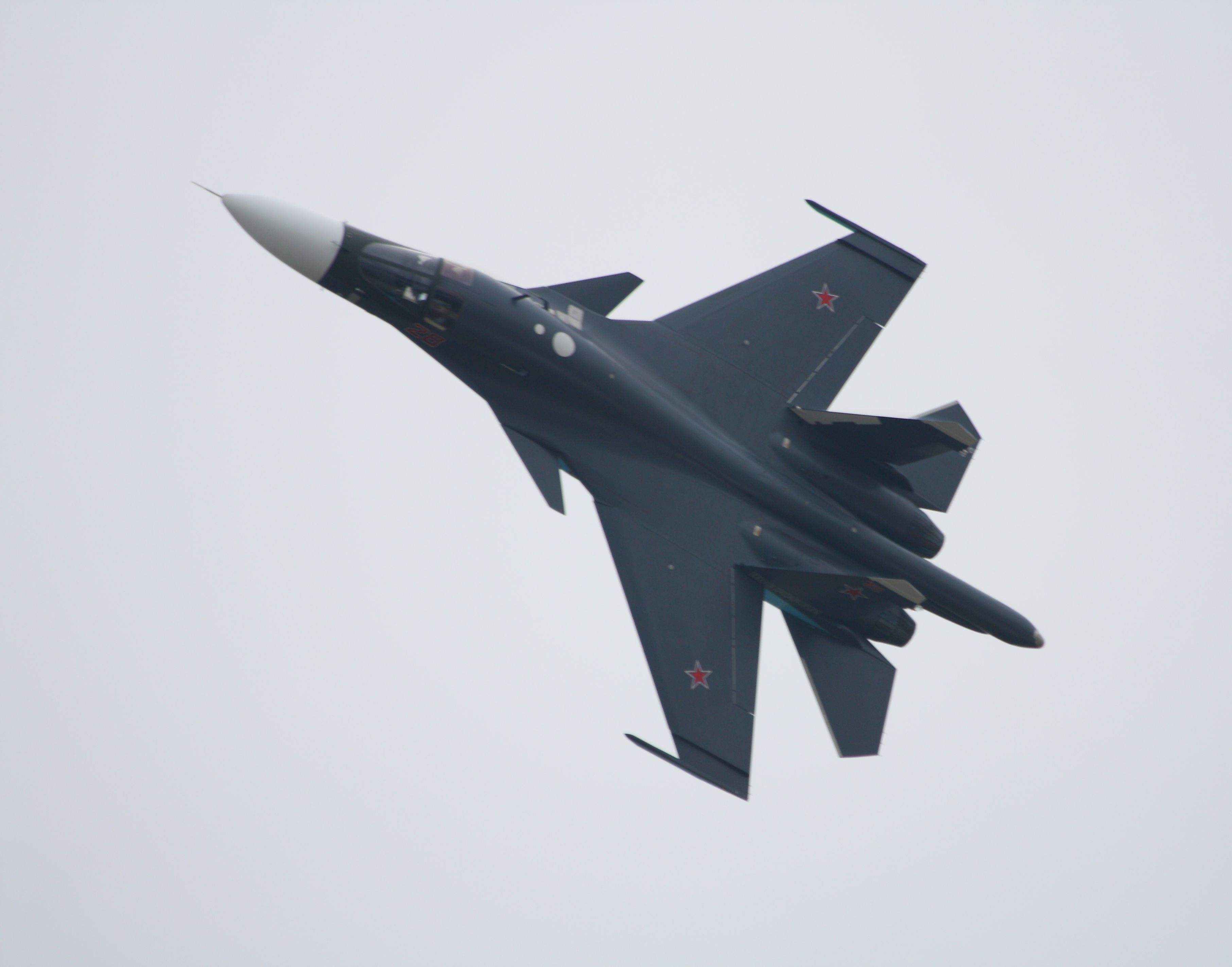
Sukhoi Su-34 no MAKS em 2013

Em 9 de janeiro de 2008, a Sukhoi afirmou que o Su-34 entrou em escala total de produção. O estágio final do estado de testes foi completado em 19 de setembro de 2011.
A Força Aérea Russa recebeu mais quatro Su-34 em 28 de dezembro de 2010, e seis como unidades de combate em bases aéreas em 2011. A entrega ocorre na forma de dois contratos, o primeiro em 2008 para 32 aeronaves e um segundo em 2012 para mais 92 aeronaves, totalizando 124 para serem entregues até 2020. Em dezembro de 2012, a Sukhoi supostamente entrou cinco aeronaves sobre a ordem do estado de defesa de 2012. Já em janeiro de 2013, a Sukhoi entrou mais cinco Su-34, voando diretamente da fabrica de Novosibirsk até a base aérea em Voronezh. No dia 6 de Maio de 2013, o primeiro Su-34 foi entregue sobre o plano de procedimento de defesa.
Em 9 de Julho de 2013 mais três Su-34 foram entregues em uma cerimônia oficial feita na fabrica de aeronaves de Novosibirsk. Essas três aeronaves já possuíam o nome esquema de camuflagem aéreo da Força Aérea Russa. Já ao final de 2013, a Sukhoi completou o contrato de 2008 e começou a entregar unidades do contrato de 2012. Em agosto de 2013 a Sukgoi assinou um contrato com a Radiopribou, uma companhia com base em Kazan, para 184 transponders "friend-or-foe" a serem instalados nos Su-34 entregues até 2020.
Em 10 de junho de 2014, o canal de televisão Russia1 informou a entrega de mais Su-34 para o 559º Regimento de Morozovsk. Outras três aeronaves foram entregues em 18 de julho de 2014, sendo 18 aeronaves entregues em no ano de 2014 e mais 20 planejadas para 2015.
A Suhkoi entregou a primeira leva de Su-34 para o Ministério de Defesa Russo sobre o ano de 2015 em 21 de maio de 2015. Em 16 julho de 2015, a Sukhoi entregou outra remeça de Su-34.
Após oito anos de negociações, a Rosoboronexport recebeu solicitações de encomendas de Su-34 para a Argélia.

## Design

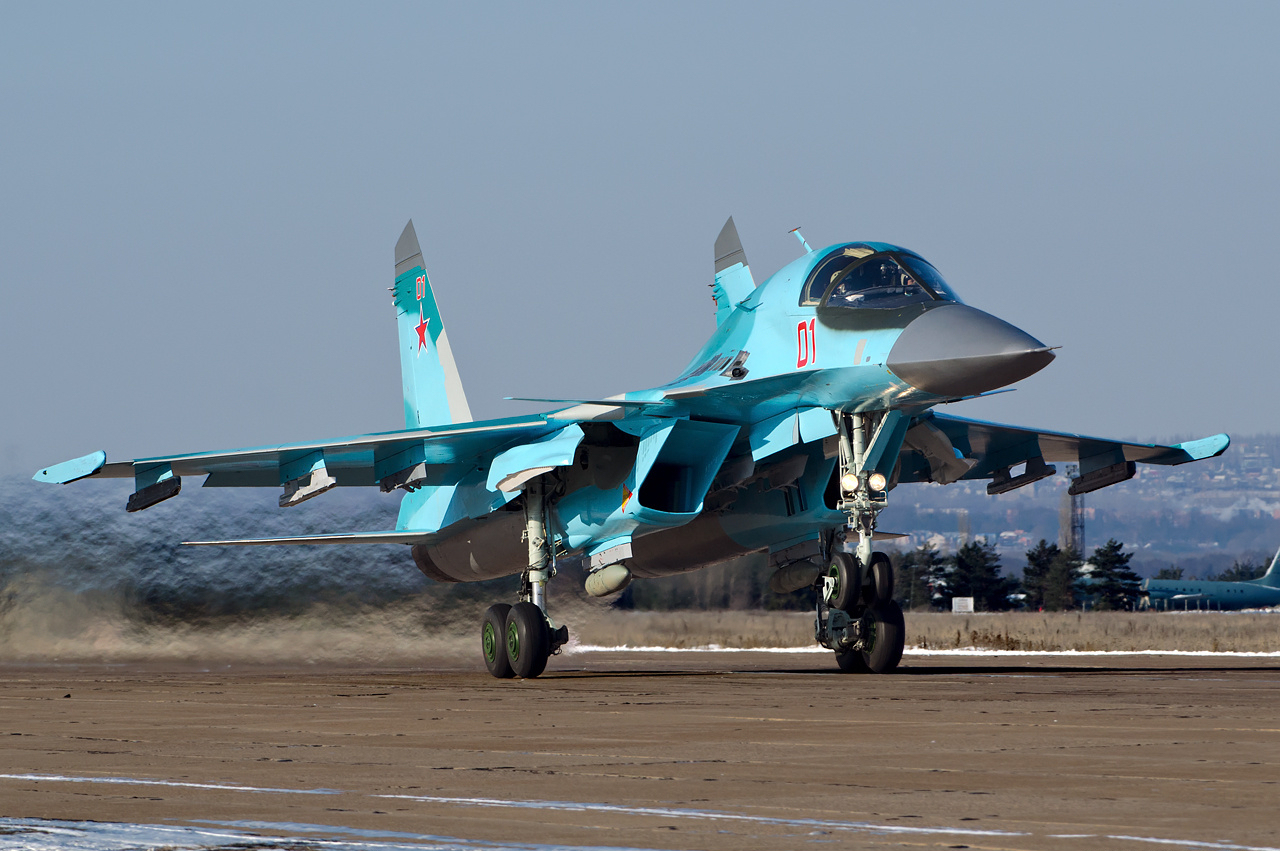
Um Su-34 da Força Aérea Russa

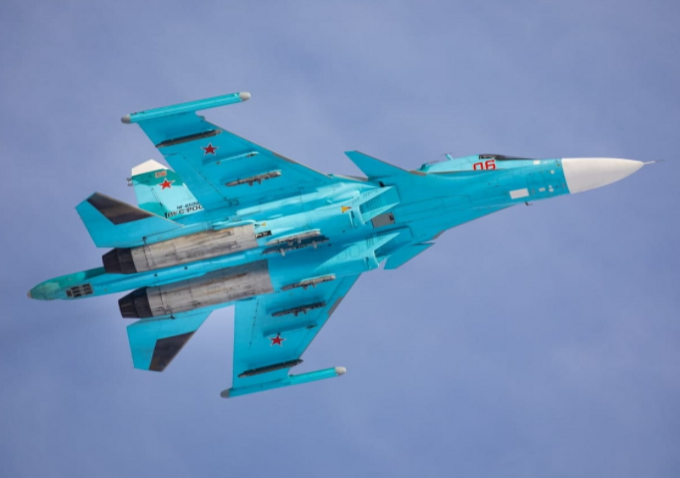
Su-34. Vista de baixo

A aeronave compartilha a maior parte de sua estrutura de asas, cauda e nacele dos motores com o Su-27/Su-30, além de canard similares com o Su-30MKI, Su-33 e Su-27M/35 para melhorar a estabilidade estática (alta manobrabilidade) e reduzir a resistência aerodinâmica. A aeronave possui um nariz novo fornecendo na fuselagem para cockpit para dois side-by-side. O Su-34 possui um par de motores turbofan Saturn AL-31FM1, o mesmo que equipa o Su-27SM, promovendo velocidade máxima da aeronave de Mach 1.8+ quando totalmente carregada. Quando equipado com todas as armas, o Su-34 possui alcance máximo de 4 000 quilômetros (2 500 mi) sem reabastecimento, o que pode aumentar através de reabastecimento aéreo. Quando usado em seu operacional máximo, a fuselagem pode resistir a "sobrecarga" de até +9G.
O Su-34 possui design com três superfícies, sendo tanto convencional horizontal na tailplane na traseira e na canard na frente das asas principais. A dianteira possibilita sustentação adicional e maior manobrabilidade. Possui duas aletas finas similares ao Su-27, avião o qual foi derivado. O Su-34 possui 12 pilones aeronáuticos que possibilitam carregar até 12,000 quilogramas de armamentos, incluído armas de precisão estado de arte russas. Mantém o canhão de 30 mm GSh-30-1 presentes no Su-27 e Su-30, além da habilidade de carregar mísseis ar-ar R-77 (seis unidades) e R-73 (também seis). O pessoa máximo carregado em uma única unidade de munição é 4000 kg, e totalmente carregado o raio de ataque é de 250 quilômetros (160 mi) O sistema de medidas de ataque eletrônico Khibiny é padrão em todos as aeronaves.

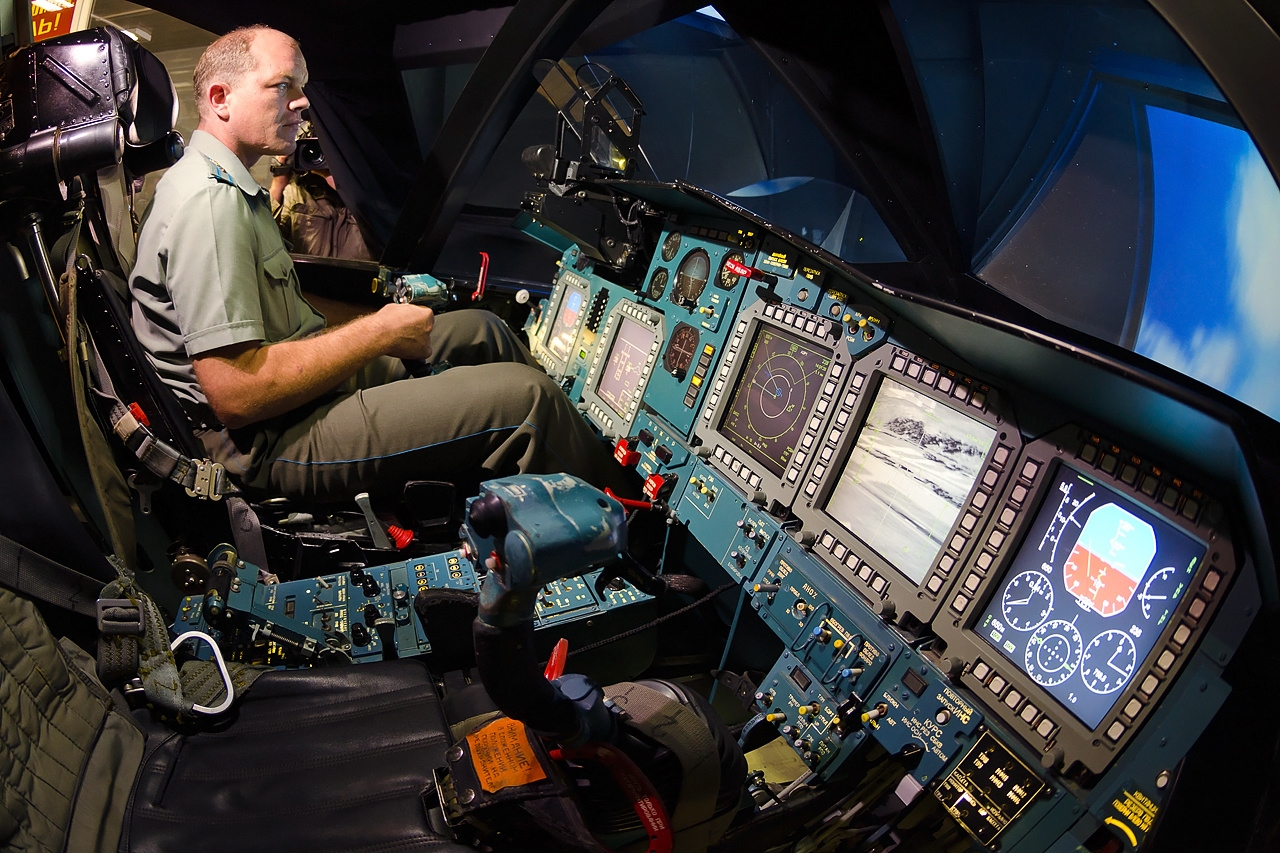
Cockpit de um simulador do Su-34

A característica mais distinta do Su-34 é sua larga e atípica cabine. Muito de seu design teve objetivo em providenciar conforto aos tripulantes. Ambos os membros sentam lado a lado na grande cabine, com o piloto-comandante a esquerda e o navegador/operador de armas na direita, ambos em assentos ejetores NPP Zvezda K-36. A vantagem de um cockpit lado a lado concerne a não necessidade duplicação de instrumentos para cada piloto. Com a necessidade de conforto em missões longas, o sistema de pressurização possibilita operação até 10 000 metros (32 800 pé) sem mascaras de oxigênio, as quais estão disponíveis para emergências e situações de combate. Os membros tem espaço para ficarem em pé e se moverem durante missões mais longas. O espaço entre os assentos possibilita deixar no corredor, caso seja necessário, existindo uma cozinha e um banheiro atrás dos assentos. Há escada ligada ao trem de pouso e uma escotilha no chão do cockpit, utilizados para entrar no cockpit. O cockpit é uma cápsula de armadura continua (17 mm). Um display instalado no capacete (HMDS) age como centro de comando: designação de alvos de precisão de todas as arma estão atreladas aos movimentos de olhos e cabeça do piloto.
O alcance máximo de detecção para o raio de escaneamento eletrônico passivo do radar dianteiro é de 200–250 km, para faceamento de trás com o radar traseiro. O radar principal pode simultaneamente atacar quadro alvos (no ar, terra ou água). O radar de aviso traseiro pode avisar de um ataque proveniente da retaguarda e possibilitar o disparo de mísseis R-73 contra o inimigo sem necessidade de mudar a direção da aeronave. O radar traseiro é chamado não oficialmente de N-012. O Su-34 possui uma seção frontal de RCS (aviação) em ordem de magnitude menor que caças de geração anterior.

## História operacional

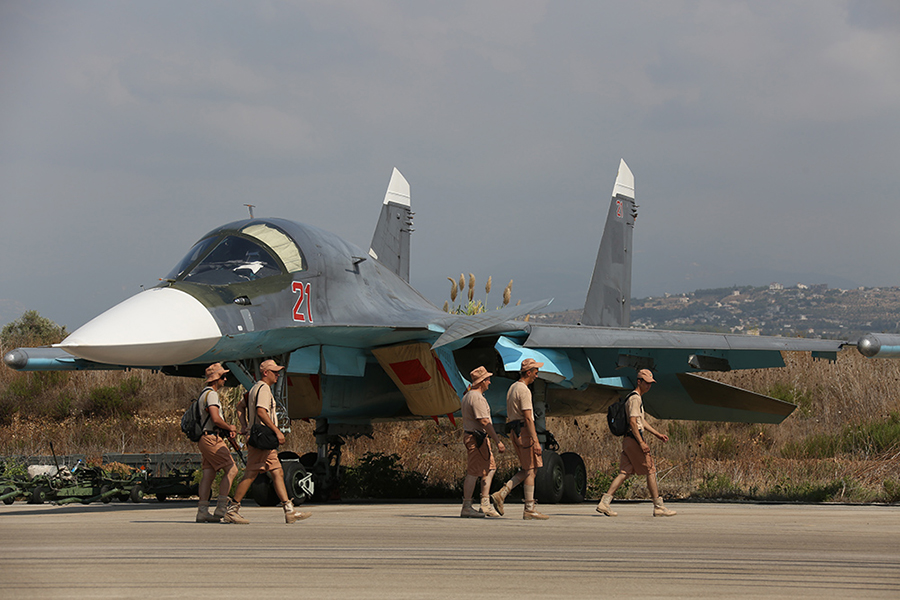
Su-34 no Aeroporto Internacional Bassel Al-Assad

O Su-34 de longo alcance foi demonstrado em exercício em julho de 2010 quando Su-34 e Su-24M foram transferidos de bases russas na Europa para uma na costa do Oceano Pacífico, 6000 quilômetros de distância, o qual necessitou de reabastecimento aéreo. O exercício incluiu aeronaves totalmente carregadas com armamentos, simulando ataque a posições inimigas antes de chegar a base na costa do pacífico. Su-24M foram reabastecidos três vezes, enquanto os Su-34 foram duas vezes.
A  Força Aérea Russa completou o estágio final de testes do estado em 19 de Setembro de 2011. Entrando em serviço no início de 2014. Houve rumores que o Su-34 teria sido usado pelo comando russo na Guerra Russo-Georgiana. A Rússia planeja ter 124 unidades em uso até o ano de 2020, com o total de a meta de aumentar o número para 200 posteriormente.
Em 4 de junho de 2015, um Su-34 teve um acidente na região de Voronezh enquanto conduzia uma missão de treinamento de rotina. O paraquedas da aeronave falhou em abrir enquanto pousava e o Su-34 deslizou sobre a pista e capotou. Ninguém morreu no incidente.

### Intervenção russa na Guerra Civil Síria

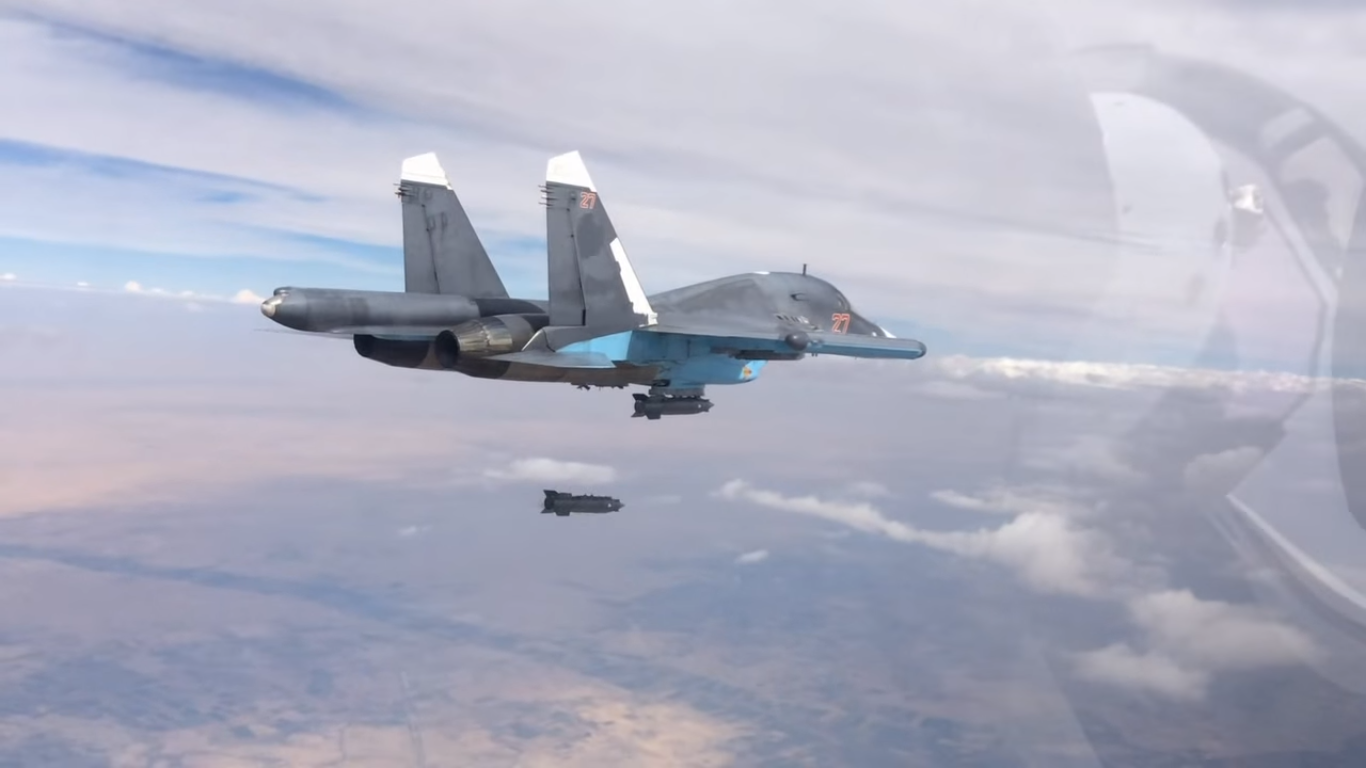
Sukhoi Su-34 bombardeando alvos militares na Síria.

Em Setembro de 2015, seis Su-34 foram deslocados para o Aeroporto Internacional Bassel Al-Assad na Síria para combater posições rebeldes e terroristas na Síria. As operações russas começaram no dia 30 de setembro de 2015, bombardeando posições na região de Homs. Em 1 de outubro, o Su-34 foi usado para bombardear posições o Estado Islâmico do Iraque e do Levante (EIIL), destruindo um centro de comando e treinamento no sudoeste da cidade de Raqqa, capital de facto do Estado Islâmico. Tais ataques incluíram uso de armas de precisão acima de 5000 metros. Su-34 e Su-25 russos foram utilizados nos próximos dias contra alvos do Estado Islâmico na província de Hama utilizando de bombas de precisão. De acordo com o porta-voz do Ministério da Defesa Russo Maj. Gen. Igor Konashenkov, Su-34 atingiram um bunker fortificado do ISIS na província de Hama utilizando bombas guiadas. Outros alvos como fortificações, depósitos de armamentos, sete unidades de equipamento militar perto de Maarrat al-Numan também foram destruídos pela Força Aérea Russa. Perto da cidade de Raqqa, um centro de comando do EIIL e depósito subterrâneo também foi destruído. De acordo com Maj. Gen. Igor Konashenkov e seu pronunciamento em 3 de outubro de 2015 "Foram utilizadas bombas de precisão BETAB-500 de penetração de concreto lançadas de um Su-34 perto de Raqqa para destruir um dos mais fortes centro de comando de um grupo armado ilegal assim como um bunker de depósito de armamentos e explosivos." Um representante da Força Aérea Russa afirmou que utilizaram o sistema de satélite GLONASS para bombardeamento. Um canal de notícias, recentemente, mostrou um Su-34 utilizando uma bomba de precisão KAB-500S (PGM). Em 14 de outubro, um Su-34 reportou a destruição de um sistema antiaéreo 9K33 Osa controlado pelo EIIL utilizando uma KAB-500S. Com seis Su-34 operando a porcentagem de 70 de disponibilidade, cerca de quatro aeronaves ficavam disponíveis para uso a todo o tempo. Mais aeronaves foram deslocadas para a Síria em 20 de Novembro de 2015, totalizando oito Su-34. Com a Derrubada de Sukhoi Su-24 russo em 2015, a Rússia anunciou em 30 de Novembro de 2015 que os Su-34 começariam a ser armados com mísseis ar-ar durante as operações de combate.

### Guerra na Ucrânia

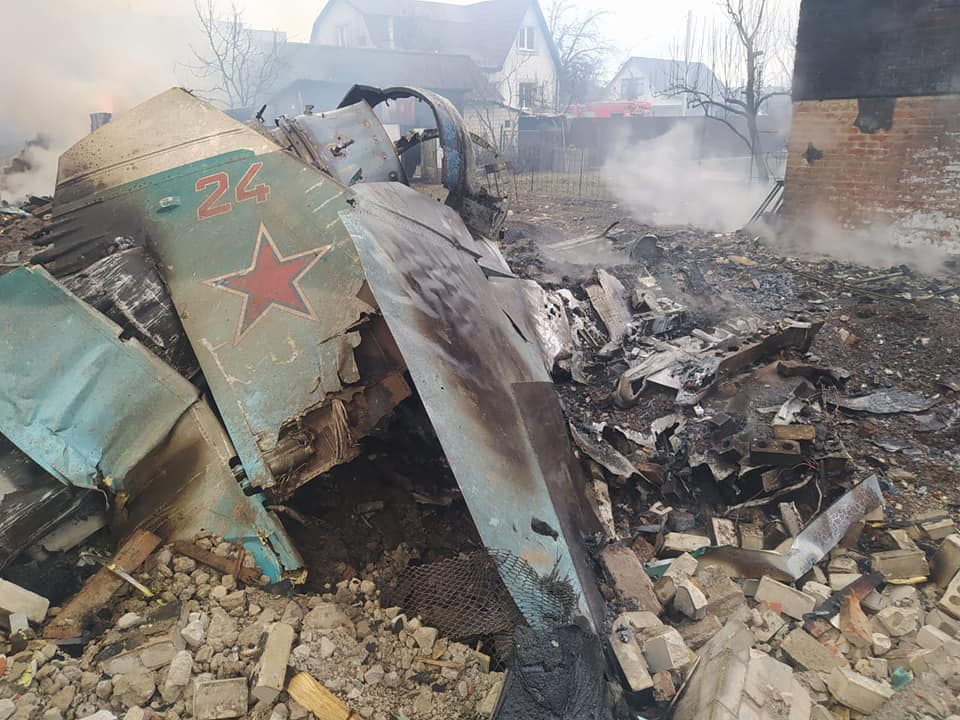
Restos de um Su-34 russo abatido perto da cidade de Chernihiv, em março de 2022.

Em 28 de fevereiro de 2022, imagens surgiram supostamente mostrando Su-34s sobrevoando a região de Kharkiv, na Ucrânia. Em várias regiões da Ucrânia, aviões Su-34 abatidos haviam sido derrubados principalmente pelas forças ucranianas, mas alguns caíram por outros motivos. Um Su-34 estava em um giro plano antes de cair. Outro era uma variante modernizada do Su-34M da força aérea russa e teria sido abatido por fogo amigo. Houve relatos de pilotos ejetando com alguns morrendo e outros capturados. A maioria dos aviões abatidos foi identificada por seus números de cauda vermelha e números de registro.
Até março de 2023, houve dezenove casos confirmados visualmente de Su-34 russos perdidos, danificados ou abandonados desde o início da invasão russa da Ucrânia em fevereiro de 2022. A falta de bombas guiadas exigia que os Su-34 voassem baixo para um bombardeio preciso, ficando assim vulneráveis as pesadas defesas aéreas ucranianas.
O primeiro Su-34 abatido em combate ocorreu poucos dias após o início da guerra em 28 de fevereiro de 2022, próximo ao campo aéreo de Buzova, no norte do Oblast de Kiev. Outros acidentes com aeronaves Su-34 ocorreram no início de março, 5 de março, e outro no mesmo dia, 6 de março, 14 de março, 25 de abril, 26 de abril, 18 de julho, 11 de setembro, 24 de setembro e 17 de outubro. Russia confirmed the loss of more than 10 Su-34s. Foi reportado em 3 de março de 2023 que um Su-34 foi derrubado na região de Yenakijeve, no Oblast de Donetsk.

## Operadores
Argélia

Desenho de linha do Sukhoi Su-34

Força Aérea da Argélia – A fabrica de aeronaves de Novosibirsk anunciou que a Argélia encomendou 12 Su-34 em Janeiro de 2016.
 Rússia
Força Aérea Russa – 87 aeronaves em Janeiro de 2016
- Base Aérea de Lipetsk – 14[114][115]
- Base Aérea de Akhtubinsk – 6
- Base Aérea de Voronezh Malshevo – 24
- Base Aérea de Morozovsk – 36[116][117]
- Base Aérea de Lataquia, Síria – [70]

## Ficha Técnica (Su-34)
Sukhoi data, Gordon and Davison AF Technology
Dimensões
- Comprimento: 23,34 m
- Envergadura: 14.7 m
- Altura: 6,09 m
- Área rotor/asa: 62.04m

Pesos
- Vazio operacional: 8,000 kg
- peso vazio: 22,500 kg
- Carregado: 39,000 kg

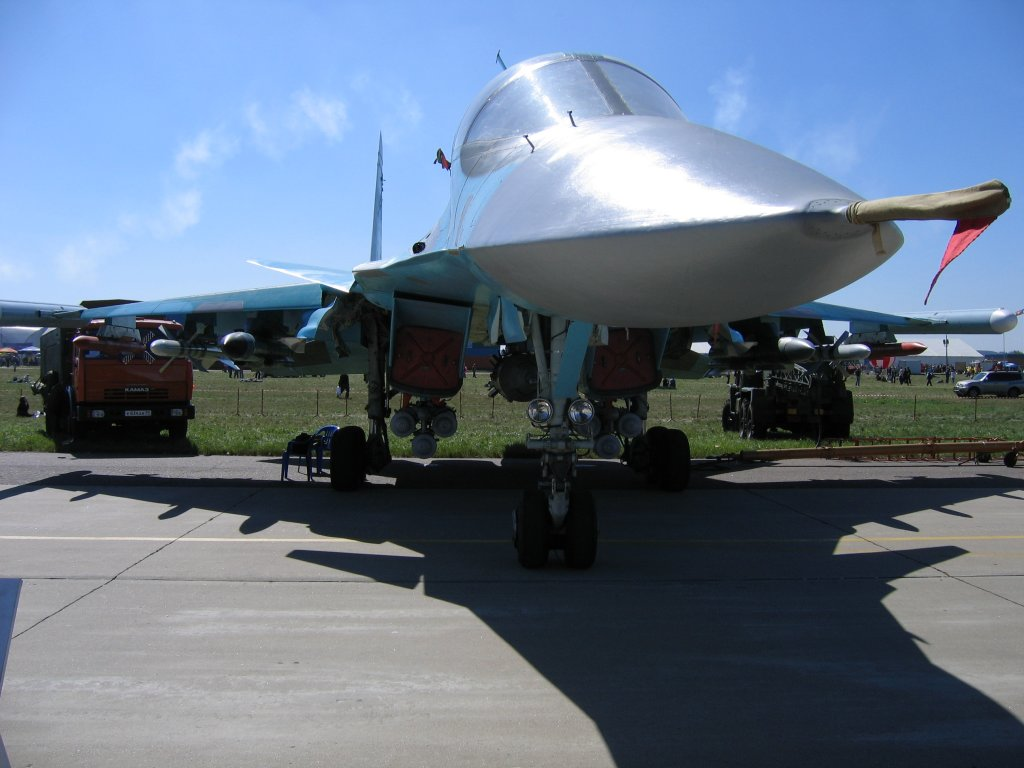
Visão frontal do Su-34

- Máximo de Decolagem: 45,100 kg

Desempenho
- Velocidade Máxima: Mach 1.8 (2,000 km/h)
- Teto Operacional: 15,000 m (49,200 ft)
- Raio de Ação: 4,000 km (2,490 mi)

Motores
- Quantidade e Tipo: 2 x turbofans de pós-combustão
- Marca: Lyulka
- Modelo: Lyulka AL-31FM1
- Empuxo seco: 7 600 kgf (74 500 N)
- Empuxo em pós-combustão: 13 500 kgf (132 000 N)

Armamento

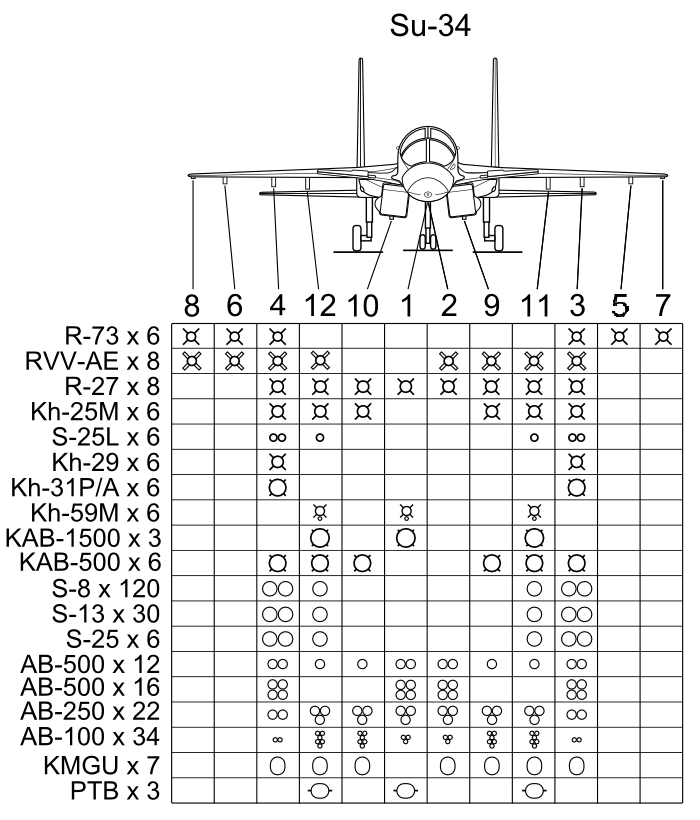
Diagrama dos pilones aeronáuticos e utilizações do Su-34

- 1 × Canhão GSh-30-1 de 30 mm e 150 disparos

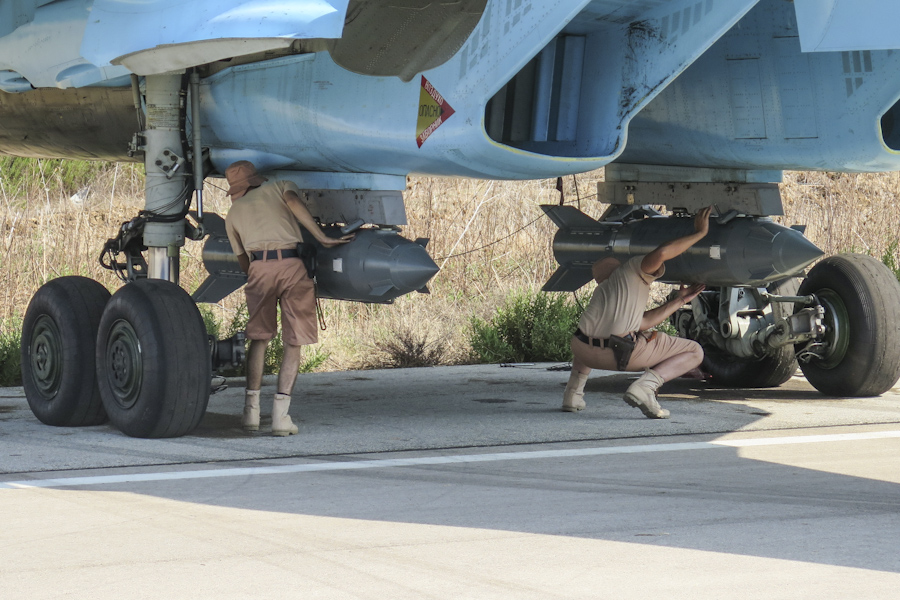
Carregando com bombas KAB-500S guiadas por GLONASS em um Sukhoi Su-34 no Aeroporto Internacional Bassel Al-Assad na Síria em 2015

Mísseis:
- R-27
- R-73E
- R-77
- Kh-29T/L
- Kh-38
- Kh-25MT/ML/MP
- Kh-59M
- Kh-58
- Kh-31
- Kh-35
- P-800 Oniks
- Kh-55

Bombas:
- KAB-500L
- KAB-500KR
- KAB-500S
- KAB-1500L/KR Guiadas
- OFAB-250-270
- OFAB-100-120
- FAB-500T
- BETAB-500SHP
- P-50T
- ODAB-500PM não guiadas
- RBK-500
- SPBE-D de fragmentação
- Arma nuclear de uso tático

Foguetes:
- S-8
- S-13
- S-25